# Josef Anton Geiser

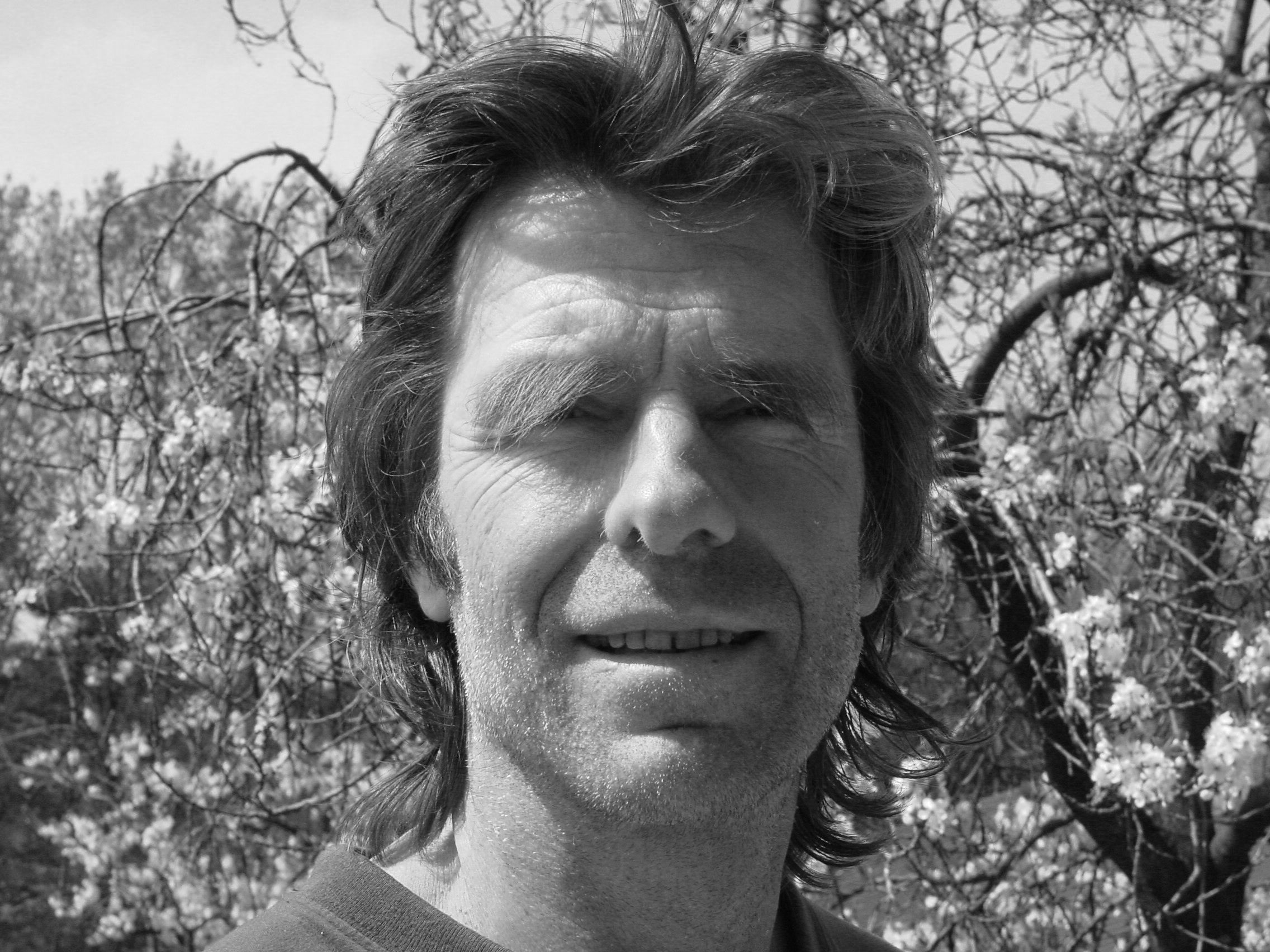
J.A. Geiser (2004)

Josef Anton Geiser, auch Ios/Jos/Anurodha/ABEA Geiser (* 20. Mai 1945 in Langnau bei Reiden; † 8. Juli 2007 in Weiden in der Oberpfalz) war ein Schweizer Maler. Geiser erlangte in den 1970er Jahren internationale Bekanntheit, vor allem in Japan, der USA und der Schweiz. Am Höhepunkt seiner Karriere wandte er sich bis Mitte der 1980er von der Kunstszene ab. Erst dann begann Geiser wieder seine Bilder der Öffentlichkeit zu präsentieren und regional auszustellen.

## Biographie
Josef Anton Geiser wurde 1945 in Langnau im Kanton Luzern als Sohn des Metzgereibetreibers Josef Geiser und dessen Frau Berta Geiser (geb. Gräninger) in eine bürgerliche Familie geboren. Wie in der äußerst traditionellen Familie üblich, sollte Geiser die Geschäfte der Familie übernehmen. Der Familienname Geiser reicht in der Schweiz bis in das 14. Jahrhundert zurück.

Seine Schulzeit verbrachte Geiser zunächst in Langnau und dann in Reiden. Anschließend studierte er an einem Priesterseminar am Katholischen Kollegium in Morgens. Früh begann er autodidaktisch Ölbilder zu malen. Nach einem Studium an der Handelsakademie, begann Geiser 1966 als Bänker an der UBS Bank in Zürich zu arbeiten. In diesem Jahr hielt er seine erste Ausstellung auf den „Juli Kulturwochen“ (Züricher Festspiele).

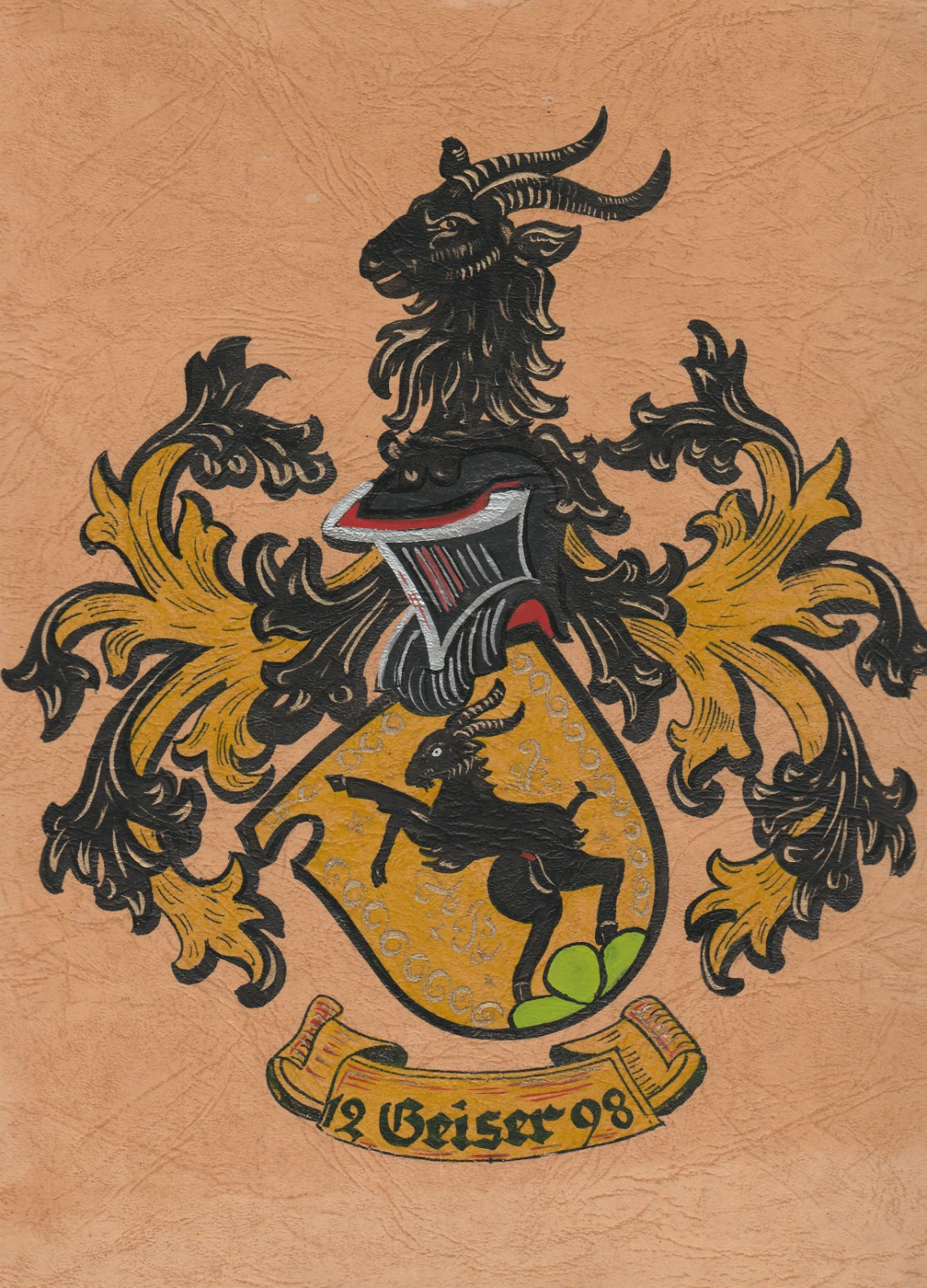
Familienwappen Geiser

1967 begann Geiser zu reisen und beendete gleichzeitig seine Karriere bei der Bank, um sich gänzlich der Kunst zu widmen. Er bereiste eine Vielzahl von Ländern und nutze deren kulturelles Umfeld vor allem für philosophische und künstlerische Studien. 1971 begab sich Geiser wieder in die Schweiz und begann mit der Arbeit an seiner ersten „TALE-Phase“. Für diese entwickelte er eine eigene „Zwei-Phasen-Mischtechnik“ (siehe Werk). Diese Arbeiten brachten ihm ein Reisestipendium des Kunstmuseums Winterthur ein. Dadurch wurde ihm eine Reise nach Japan ermöglicht. Dort feierte Geiser, gefördert durch die Schweizer Botschaft, seine größten Erfolge. Seine „TALE“ Bilder wurden z. B. in der „Osaka Formes Gallery“ in Tokio ausgestellt. Als der Höhepunkt seiner jungen Karriere gilt eine Ausstellung zusammen mit den Bildern Pablo Picassos in der „Hanshin Gallery“ in Osaka, welche zu Ehren von Picassos Tod 1973 abgehalten wurde. Nach seinem Aufenthalt in Japan begab sich Geiser in die USA. Dort arbeitete er vor allem an seinen „TALE-Phasen“ weiter. Gefördert durch den Schweizer Kulturattaché wurden Geisers Werke in verschiedenen Galerien in den USA ausgestellt. Die bekanntesten unter ihnen waren die „Bader Gallery“ in Washington D.C. und eine Ausstellung im „Lynn Kottler Gallery“ in New York.
Geiser kehrte 1974 nach Europa zurück und begab sich, nach der Vollendung seiner fünften „TALE-Phase“, in eine lange Phase der Abgeschiedenheit, welche er erst im Jahr 1981 beendete. In diesem Jahr begab sich Geiser in die Schweiz und nahm dort das Ausstellen (z. B. im „Hilton Hotel“ in Basel) seiner Gemälde wieder auf. Im Jahre 1989 zog Geiser nach Deutschland. Auf einer Russlandreise lernte er in Moskau seine Frau kennen; mit ihr war er bis zu seinem Tod liiert. Das Paar bekam 1991 ihren gemeinsamen Sohn. In den folgenden Jahren malte Geiser intensiv, gründete verschiedene Kunstprojekte und stellte deutschlandweit aus. Im Jahr 2007 verstarb Josef Anton Geiser aufgrund einer schweren Krebskrankheit in der bayrischen Stadt Weiden in der Oberpfalz. Der Künstler hinterlässt ein umfangreiches Erbe.

### Das Frühwerk: bis 1970
Das Frühwerk beinhaltet die Werke, welche J.A. Geiser in den 1960er Jahren malte. Zu dieser Zeit begann er autodidaktisch Ölbilder zu malen. Zu dieser Zeit gehört, z. B. das Gemälde „Mont Blanc“ von 1965. Er verwendete verschiedene Maltechniken und Materialien. Die Gemälde dieser Zeit wurden in Acryl, Aquarell oder Öl gemalt. Geisers Zeichnungen wurden mit Tusche auf Papier gemalt.

### Die TALE-Serie: 1971–2004

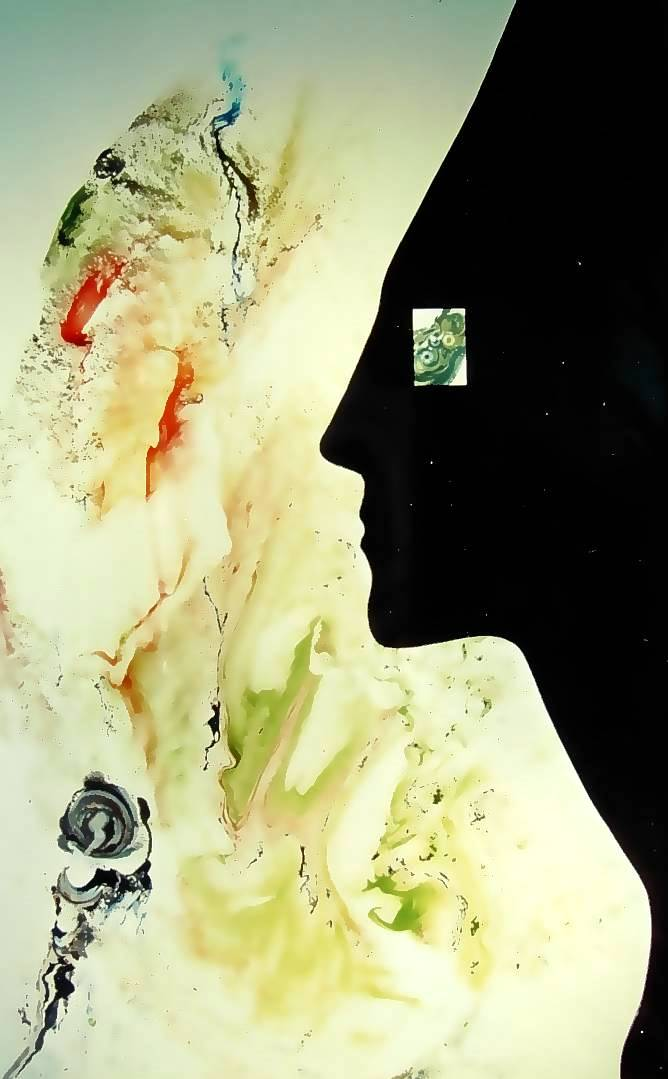
„TALE“ Gemälde von J.A. Geiser; Mischtechnik; 70 × 120 cm; 1973

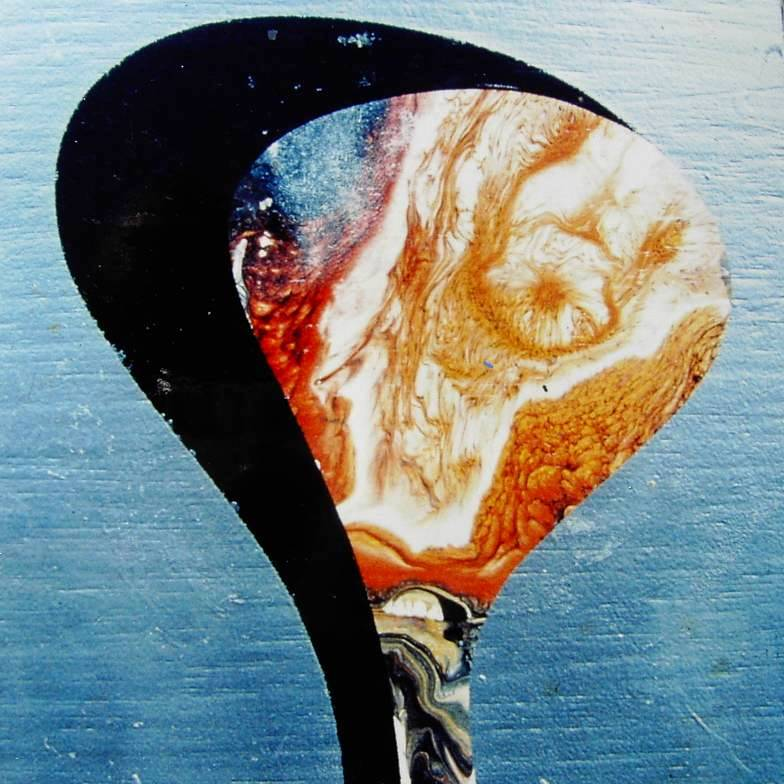
„TALE“ Gemälde von J.A. Geiser; Mischtechnik; 12,5 × 12,5 cm; 1974

1971 begann J.A. Geiser in Winterthur, Schweiz mit der „TALE“-Serie, welche ihn sein Leben lang begleitete. Mit dieser abstrakten Serie gelang ihm in den frühen 1970er Jahren der Durchbruch in der japanischen Kunstszene. Gemälde dieser Serie wurden in Japan, Korea, der USA und in der Schweiz ausgestellt. Für diese Serie entwickelte der Künstler eine spezielle „Zwei-Phasen-Technik“. Dies ist eine Mischtechnik, in der er Acryl-. Öl- und Lackfarben kombiniert auf Papier, Leinwand, Holz oder Glas verarbeitete. 1972 schenkte Geiser dem Kunstmuseum Winterthur das Bild „be careful switzerland“, welches bis heute Teil der Kunstsammlung des Museums ist.
Die TALE-Serie wurde von Geiser in acht Phasen unterteilt:
1-TALE Phase (1971)              „Entstehung der Form“; Verwendung der Farben Schwarz, Weiß und Gold
2-TALE Phase (1972)              „Form und Inhalt“; Integration von Farben
3-TALE Phase (1973)              „Zerlegung der Form“
4-TALE Phase (1974)              „Auflösung der Form“; Einarbeitung von surrealen Elementen
5-TALE Phase (1975–1977)    „Vollkommene Auflösung der Form“, Farbverlauf: „Blau in Silber“ und „Blau in Blau“
6-TALE Phase (1986)             „Schwarze Löcher“
7-TALE Phase (1996)             „Farbiger Ozean in Himmel und Hölle“; Erste Integration von intensiven Farben
8-TALE Phase (2004)             „Erlöschung der Form, Geburt des Neuen“

### Das Spätwerk: 1990–2007
Dieses Werk beinhaltet Geisers Gemälde ab 1990 bis hin zum Lebensende des Künstlers. Fast alle Bilder dieses Werkes wurden in der Technik „Alla Prima“ gemalt. Sie sind gekennzeichnet durch klare Farbtöne kombiniert mit einer hohen Vielfalt an Ausdrucksmöglichkeiten. Die Stile in diesem Werk variieren stark, sie reichen von abstrakter, expressionistischer über figurativer hin zu orphisch-kubistischer Kunst.
Zu diesem Werk gehören die folgenden Serien:

„Fließende Berge“ (1991), „Painted-Art“ (1992–1993), „Amrito“ (1992–1993), „Licht und Schatten“ (1992–1993), „Sommer“ (1992–1993), „Delphine“ (1994–2001), „Geburt des Wassers“ (1995–1997), „Potenzial“ (1996–1998) „Kraft der Farben“ (1999–2003), „Erinnerung“ (2000–2001), „Transformation“ (2001), „Die Große Fülle“ (2001–2003), „Zen“ (2004), „Sprechende Bilder“ (2005–2006)

Geisers Spätwerk: eine Auswahl
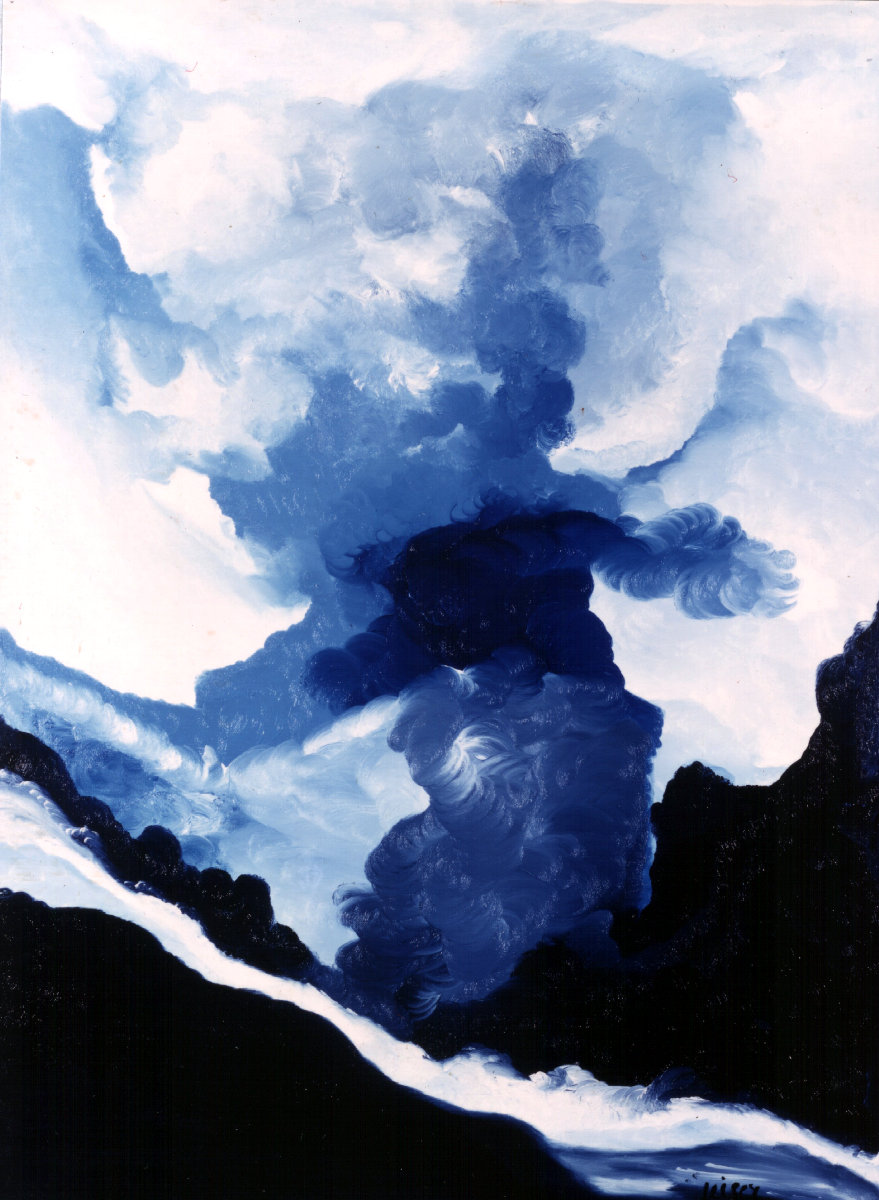
Ölgemälde aus der Serie „Fließende Berge“; 110 × 150 cm; 1992
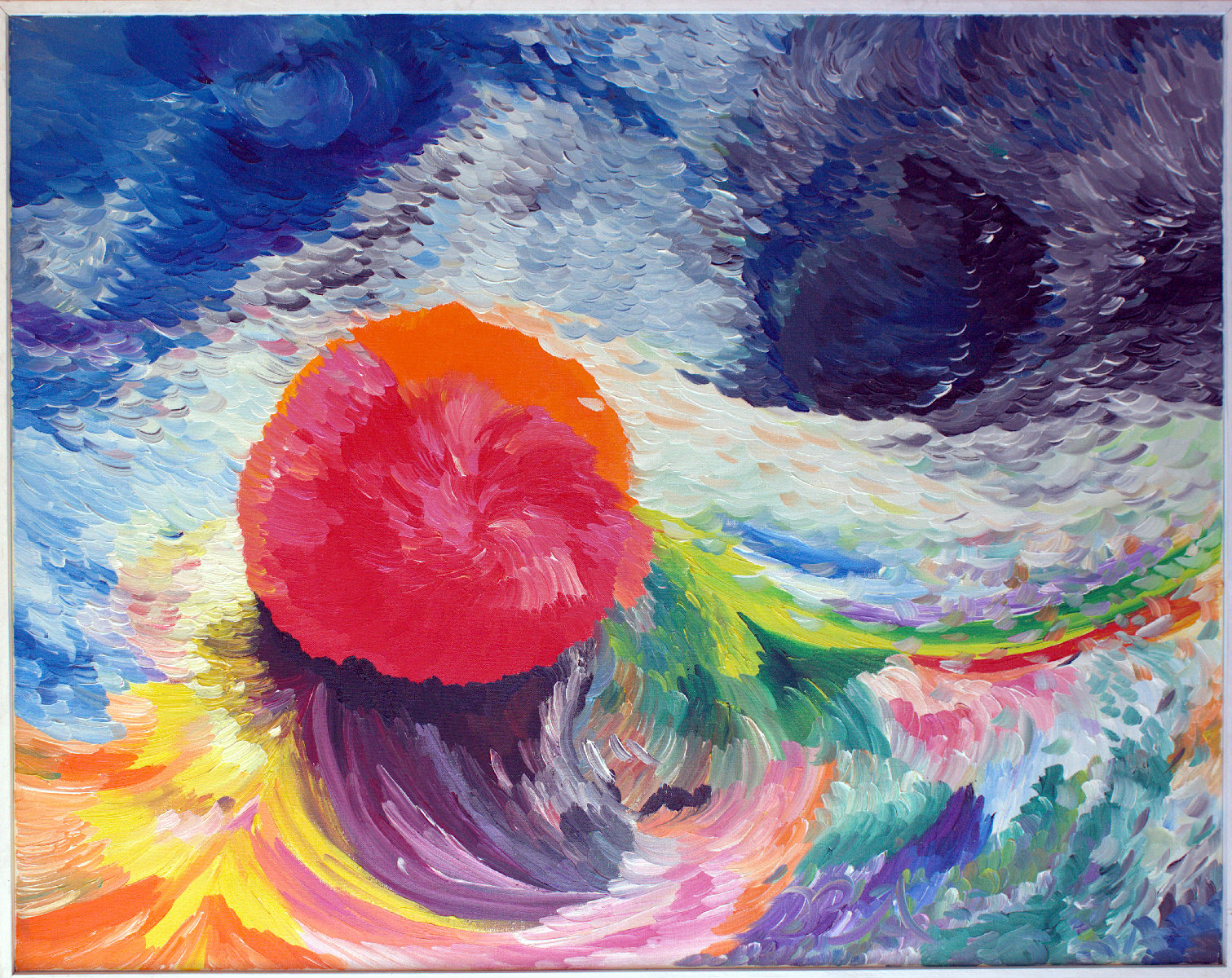
Ölgemälde aus der Serie „Painted-Art“; 70 × 90 cm; 1992
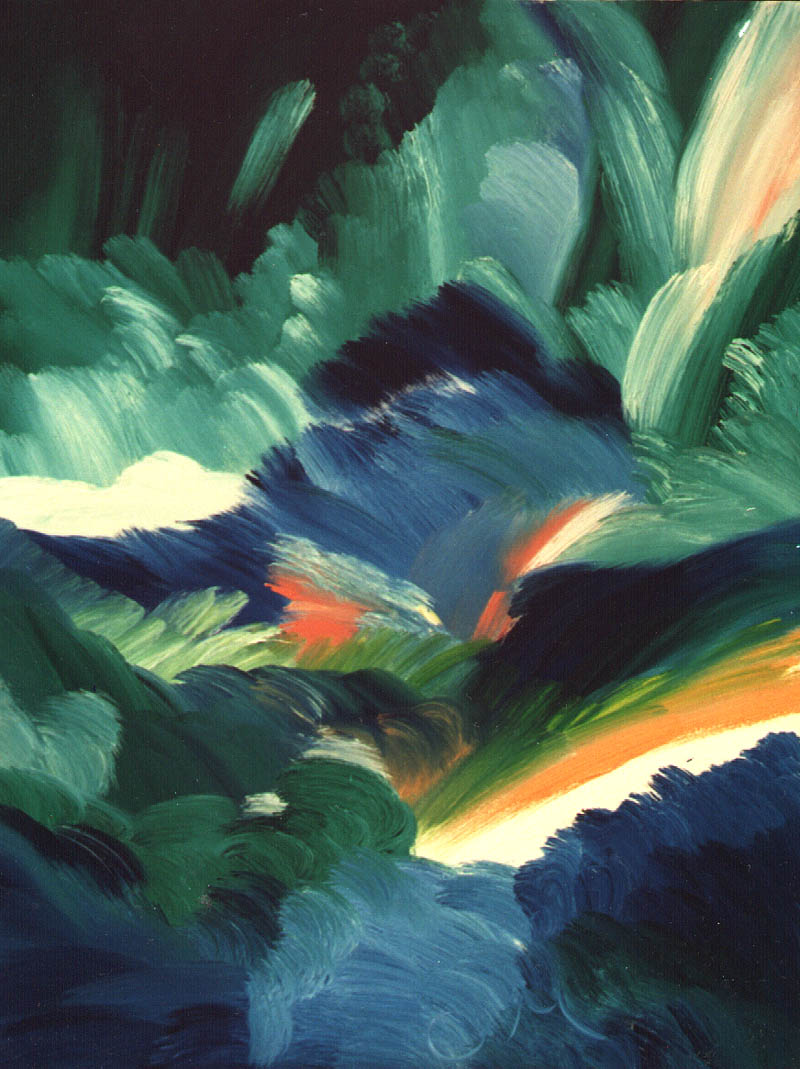
Ölgemälde aus der Serie „Licht und Schatten“; 60 × 80 cm; 1992
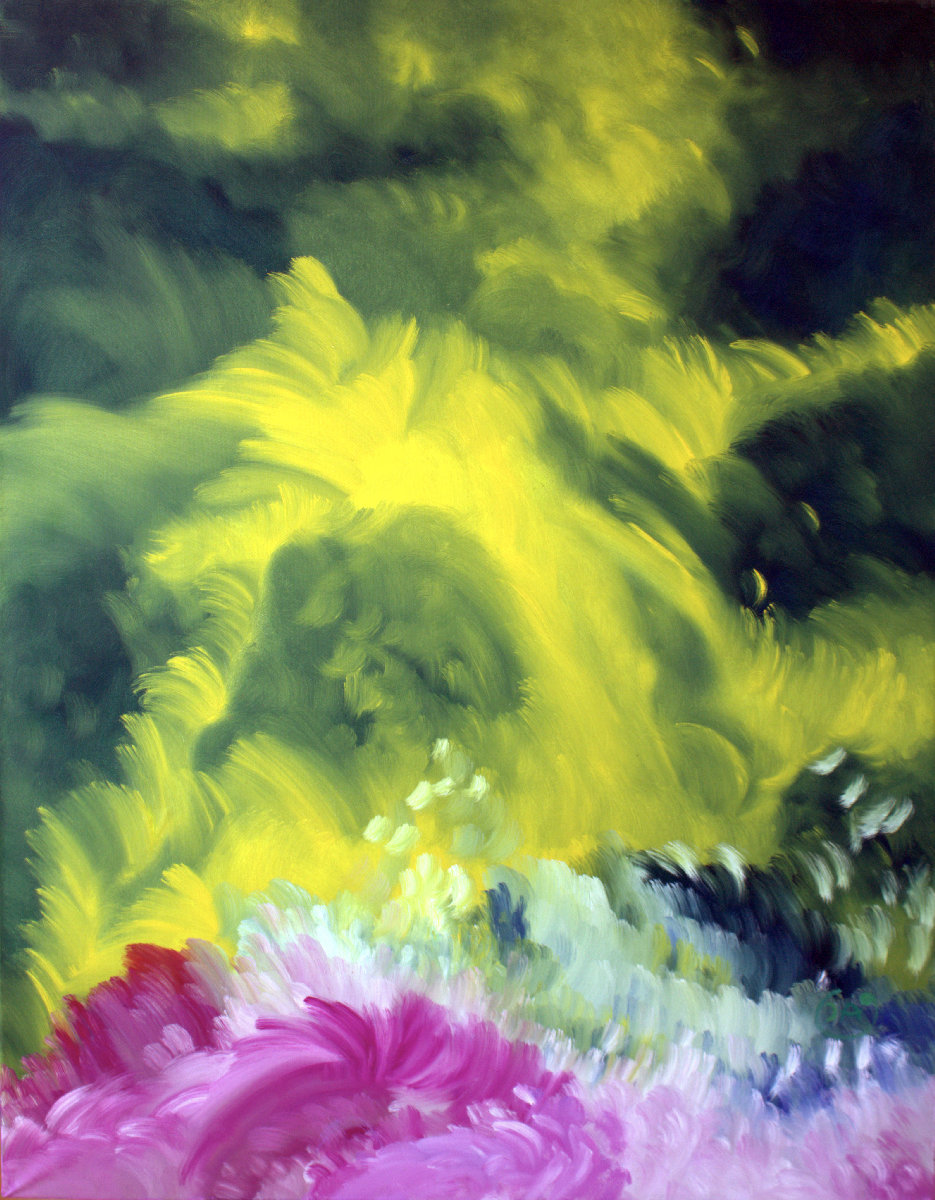
Ölgemälde aus der Serie „Sommer“; 100 × 130 cm; 1993;
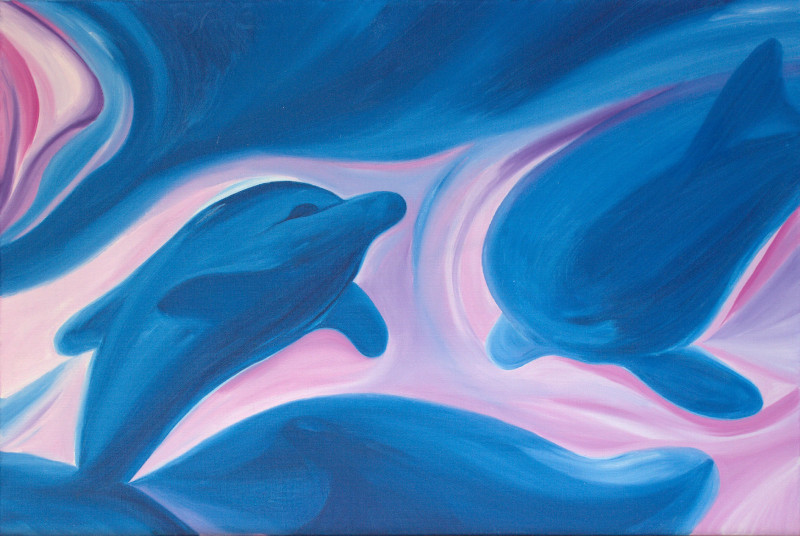
Ölgemälde aus der Serie „Delfine“; 90 × 60 cm; 1994;
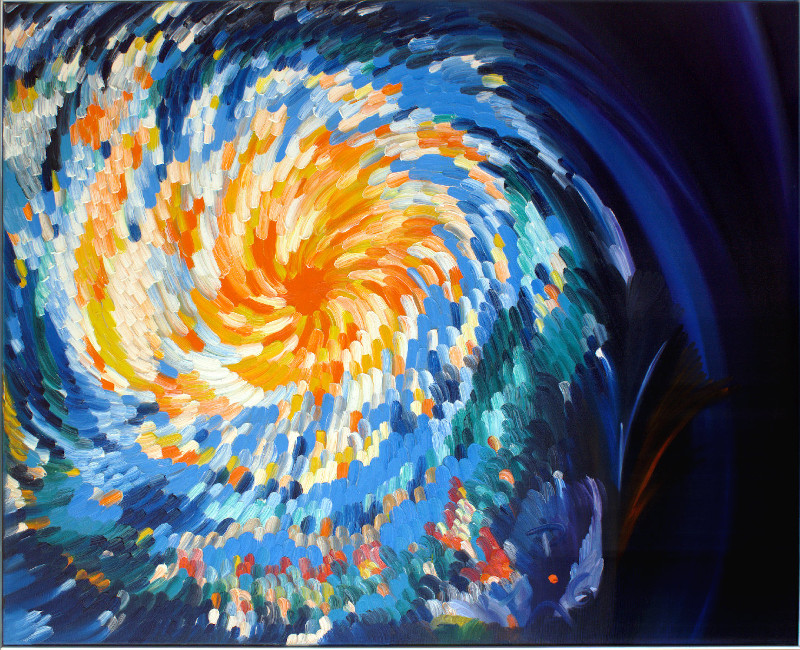
Ölgemälde aus der Serie „Geburt des Wassers“; 80 × 100 cm; 1996;
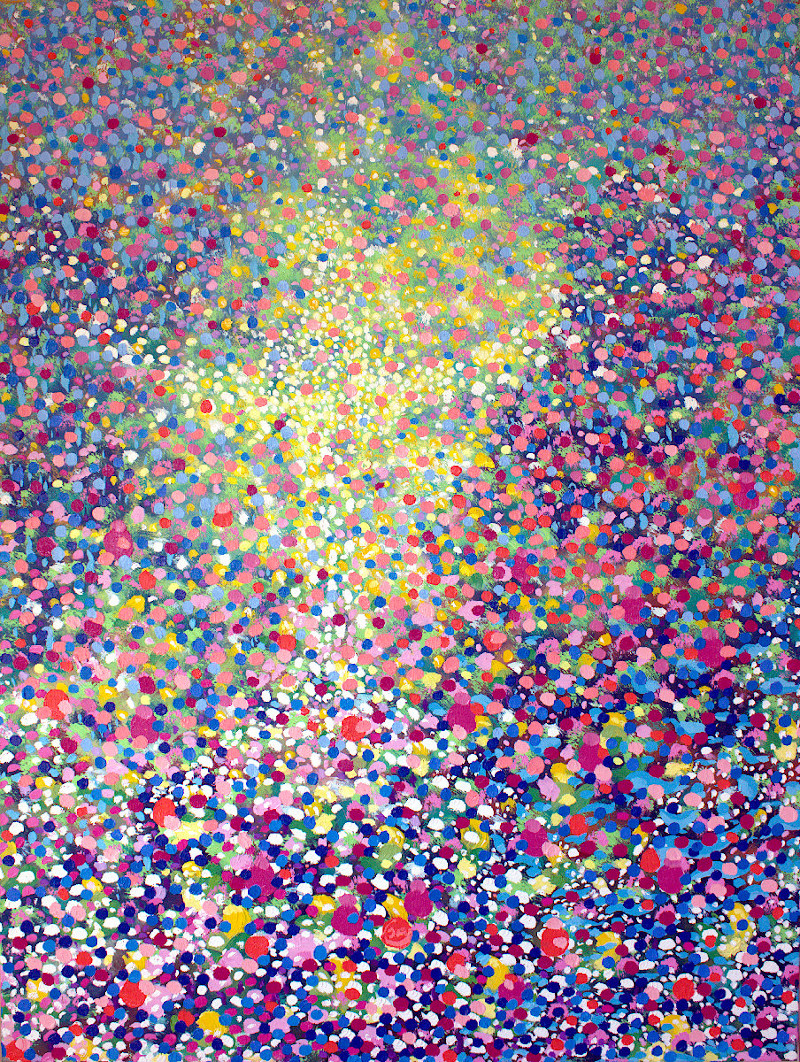
Ölgemälde aus der Serie „Kraft der Farben“; 110 × 150 cm; 1999–2002;
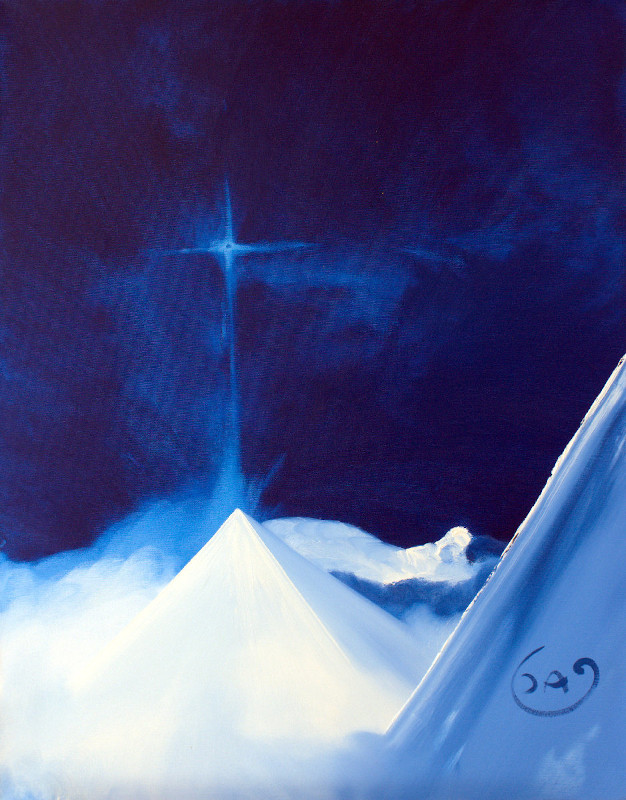
Ölgemälde aus der Serie „Erinnerung“; 69 × 90 cm; 2001;
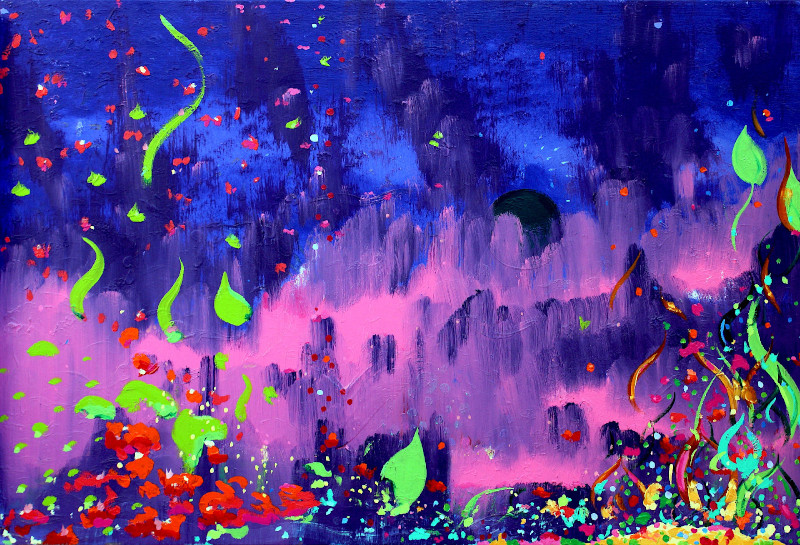
Ölgemälde aus der Serie „Große Fülle“; 90 × 60 cm; 2003;
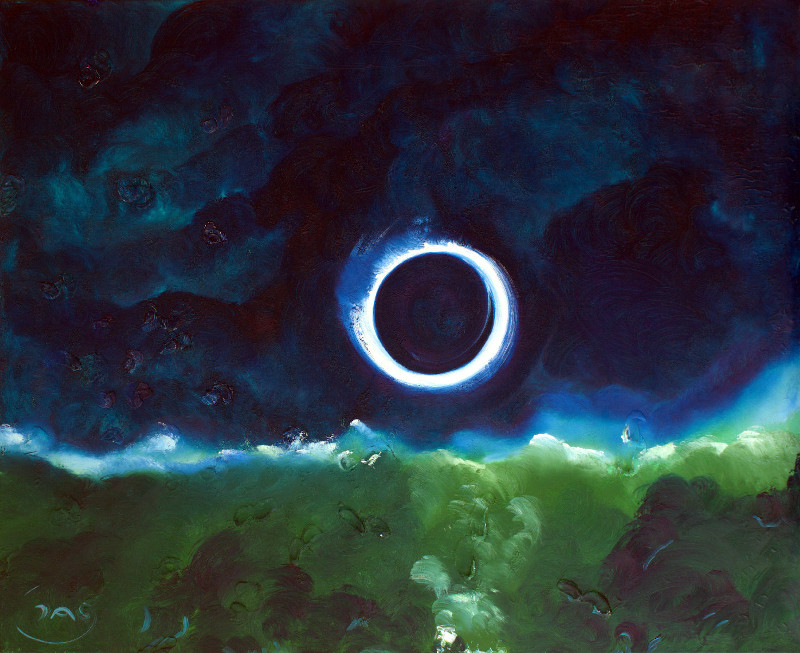
Ölgemälde aus der Serie „Zen“; 100 × 80 cm; 2004;

## Ausstellungen (Auswahl)
- Galerie „70“, Zürich (1972)[15]
- City-Hall,  Akashi City (1973)[16]
- „Osaka Formes Gallery“, Tokio (1973)[8]
- „Hanshin Gallery“, Tokio (1973)[6]
- „Ginza Gallery“, Tokio (1973)
- „Shinanobashi Gallery“, Osaka (1973)[7]
- „Chosun Gallery“, Seoul (1973)[17]
- „I.C.G“ Troy, New York (1974)
- „Lynn Kotter Gallery“, New York (1974)[18]
- „ge“ Galerie, Zürich (1975)[18][19]
- „Bellerive au Lac“ Hotel, Zürich (1975)
- „Hilton Hotel“, Basel (1982)
- „Arthur Maag“ Galerie, Löhningen/Schaffhausen (1984)
- „Alte Post“, Waldshut (1989)[20]
- Kunstmesse „Art Hamburg“, Hamburg (1991)[21]
- „Amrito“ Galerie, Bad Neualbenreuth (1994)[22]
- Max Reger Halle, Weiden (1994)[23]
- Volksbankfiliale „am Sattlersberg“, Tirschenreuth (1995)[24]
- „Alten Hafenhaus“, Rostock[25]
- Schloss „Vietgest“, Rostock (2002–2003)[26]
- OSPA Zentrum, Rostock (2002)
- Regionalbibliothek, Weiden (2006)[27]

### Post Mortem Ausstellungen
- Galerie „Gaia“, Dresden (2008)[28]
- Kulturzentrum „Hans  Bauer“, Weiden (2008)[29]
- Regionalbibliothek, Weiden (2009)[30]
- Galerie „Altes Schulhaus“, Weiden (2010)[31]
- WaldWelt Festival, Straubing (2010)[32]
- Galerie des Bayerischen Bauernverbandes, Weiden (2012)[33]
- Klinikum „St Marien“, Amberg (2014)[34]

## Publikation
- Jos Geiser: Das Frühwerk „Tale“ 1971–1976[35]